# Holosiro calaveras
Espèce
Synonymes
- Siro calaveras Giribet & Shear, 2010

Holosiro calaveras est une espèce d'opilions cyphophthalmes de la famille des Sironidae.

## Distribution
Cette espèce est endémique de Californie aux États-Unis. Elle se rencontre dans le comté de Calaveras.

## Description
Le mâle holotype mesure 1,53 mm et la femelle paratype 1,74 mm.

## Systématique et taxinomie
Cette espèce a été décrite sous le protonyme Siro calaveras par Giribet et Shear en 2010. Elle est placée dans le genre Holosiro par Karaman en 2022.

## Étymologie
Son nom d'espèce lui a été donné en référence au lieu de sa découverte, le comté de Calaveras.

## Publication originale
- Giribet & Shear, 2010 : « The genus Siro Latreille, 1796 (Opiliones, Cyphophthalmi, Sironidae), in North America with a phylogenetic analysis based on molecular data and the description of four new species. » Bulletin of the Museum of Comparative Zoology, vol. 160, no 1, p. 1-33 (texte intégral).